# Cresta Gastaldi
La Cresta Gastaldi (Crête Gastaldi in francese - 3.894 m s.l.m.) è una montagna del massiccio del Gran Paradiso (la quinta per altezza), nelle Alpi Graie. Si trova lungo la linea di spartiacque tra il Piemonte e la Valle d'Aosta, sul confine tra i comuni di Noasca e Cogne.

## Storia

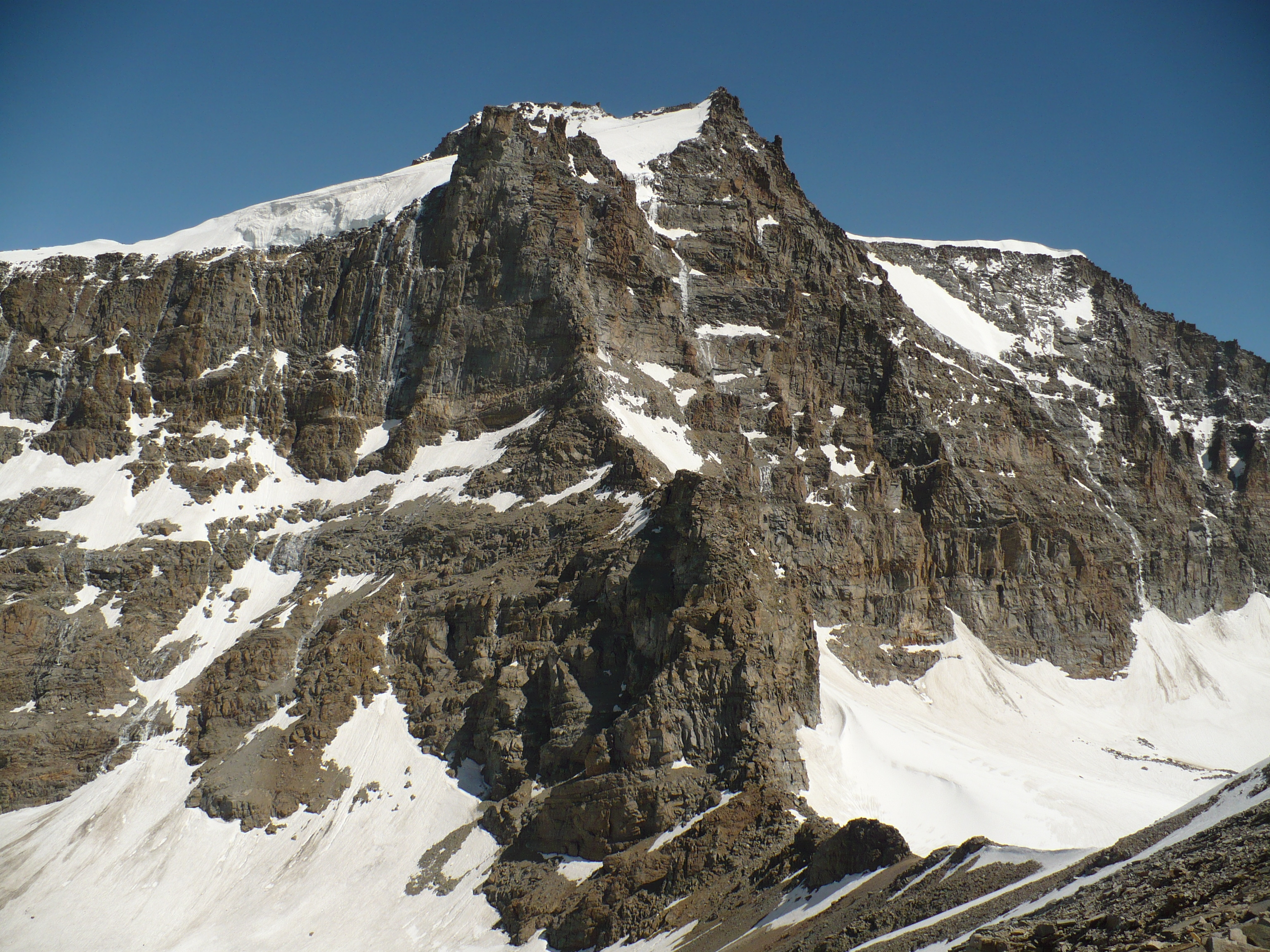
La vetta del Gran Paradiso e, sulla destra, la Cresta Gastaldi visti dalla Tresenta (ovvero da sud).

Il nome di questa imponente montagna, dall'aspetto di un gigantesco triangolo schiacciato al centro, fu proposto dal Baretti in onore dell'alpinista Bartolomeo Gastaldi, in accordo con i primi salitori: William Auguste Coolidge e George Yeld con le guide Christian Almer junior e Rodolphe Almer.

## Descrizione
È attorniata ad est dal Col Chamonin (3698 m) e dalla Punta di Ceresole (3777 m).; ad ovest dal col de l'Abeille (Ape) (3873 m) e dal Roc (4026 m). Il suo versante sud scende quasi strapiombante sul ghiacciaio di Noaschetta, il versante nord è quasi totalmente ricoperto e dominato dal ghiacciaio della Tribolazione.
La montagna è ben visibile da Cogne (1534 m) e dalla frazione di Gimillan (1787 m).